# 落合恵子
落合 恵子（おちあい けいこ、1945年〈昭和20年〉1月15日 - ）は、日本の小説家。クレヨンハウス主宰。『週刊金曜日』編集委員。元文化放送アナウンサー。

## 来歴
栃木県宇都宮市出身。実父の矢野登は参議院議員（自民党）。婚外子として母子家庭で育つ。異母弟に参議院議員の矢野哲朗がいる。小学一年から東京都中野区育ち。明治大学文学部英文学科卒業。
1967年4月、文化放送にアナウンサーとして入社。同期に、みのもんたがいる。『日野ミッドナイトグラフィティ 走れ!歌謡曲』『セイ!ヤング』のパーソナリティを務めた。
『セイ!ヤング』では「レモンちゃん」の愛称でリスナーから親しまれ、人気DJとなる。同番組のパーソナリティは、作家に転身後の1978年3月まで務めた。
1971年、『こんばんは、落合恵子です』がスタート（ - 1975年）。ゆったりと静かに語り掛ける話術と優しさで、リスナーに人気を得た。
1974年3月、同社を退社し、作家活動を開始。
1976年、児童書籍専門店『クレヨンハウス』を開業。同店経営のほか、フェミニストとしての視点から女性と子供の問題についての評論や講演活動を行う。1995年からは『週刊金曜日』（株式会社金曜日）の編集委員を務める。
1976年および1977年、落合恵子+矢崎泰久+山藤章二の『キネマ旬報』の連載鼎談「シネマ・プラクティス」にてキネマ旬報読者賞を受賞する。
1982年から1986年にかけて、直木賞候補に5回選出される。
1986年10月、日曜夜に女性だけのスタッフによる情報番組『落合恵子のちょっと待ってMONDAY』（文化放送）のパーソナリティを務めた。1988年度の日本女性放送者懇談会賞を受賞。
2005年、『おはようございます 落合恵子です』（TBSラジオ）でラジオ番組のパーソナリティとして、15年振りに復帰した。
2020年、第55回 ENEOS児童文化賞を受賞。
2023年、法務省から人権擁護功労賞を授与される。

## 人物
- 明治大学文学部在学中は英語部（ESS）に所属。この時の同窓に、原田大二郎、井崎脩五郎がいる。井崎は出演中のラジオ番組で「落合先輩から、RとLの発音が甘いと注意された」と回顧談を披露した。
- 1975年11月21日に発売した南沙織のシングル『ひとねむり』の作詞を担当した。

## 主張
- 2010年1月15日、「河野談話以降、日本軍慰安婦問題が何の進展も無い」とした署名活動に賛同し、伊藤成彦、金時鐘、金石範、金城実、東海林路得子、辛淑玉と共に、賛同人に名を連ねた[9]。
- 婚外子差別に反対し、選択的夫婦別姓制度導入に賛同する[10]。特に婚外子問題について、「婚外子を差別する規定は婚外子の存在を他の子どもの２分の１と言っているに等しく、そのことを法が保証している怖さに気付く必要がある」と述べる。
- 原発や特定秘密保護法案に反対し、マスメディアや関連する集会などで訴えている[11]。
- 山田洋次との対談において「原発を輸出するのではなく、9条こそ輸出したい」と語った[12]。
- 安倍晋三元首相の国葬中止を求める集会にて、「森友・加計学園、桜を見る会などの疑惑を解明しないまま国葬するわけにいかない。反対の声を後ずさりさせない」と訴えた[13]。
- 永作博美を、演技がよく表現できている俳優であると評価している。

## 著書
- 『おしゃべりな屋根裏部屋』新書館 1971
- 『スプーン一杯の幸せ 愛を語る三つの形』祥伝社(ノン・ブックス)1973 のち集英社文庫
- 『匙をくわえた天使たち』講談社 1973
- 『続スプーン一杯の幸せ(愛と生のメルヘン) 』祥伝社(ノン・ブックス)1973　のち集英社文庫
- 『続々スプーン一杯の幸せ(おとなの愛の処方箋) 』祥伝社(ノン・ブックス)1974　のち集英社文庫
- 『ふりむいた天使たち』講談社 1975　のち文庫
- 『レモンティーがさめぬまに』近代映画社 1975
- 『恋・スプーン一杯の幸せ 愛の日々はシーソーゲーム』祥伝社(ノン・ブック)1975 のち集英社文庫
- 『愛・スプーン一杯の幸せ ぶきっちょな恋の日々に』祥伝社(ノン・ブック) 1975　のち集英社文庫
- 『新・スプーン一杯の幸せ 愛と不安の春夏秋冬』祥伝社(ノン・ブック)1976　のち集英社文庫  
  - 『スプーン一杯の幸せ』は1975年に桜田淳子の主演で映画化された。詳しくは当該項目を参照。
- 『グッドナイト童話』講談社 1976
- 『愛のコラージュ』学習研究社 1976　のち集英社文庫
- 『恋のテキスト・ブック ふたりの愛を育てるために』祥伝社(ノン・ブック)1976　「恋愛テキストブック」改題
- 『めぐちゃんの赤いかさ』小学館 創作童話シリーズ 1976
- 『遺書 白い少女』勁文社(エコーコミックス)1976 - 同年に桜田淳子の主演で映画化された。詳しくは当該項目を参照。
- 『詩集・ゆうべ、海を見た。』学習研究社 1977
- 『そっとさよなら』集英社 1977 のち文庫 - 1979年にはよみうりテレビの制作でテレビドラマ化された（木曜21時枠）。
- 『どういうわけか、ボクはネコ』サンリオ 1978
- 『見えないものが見えてくる』日本交通公社 1978 「旅の手紙」講談社文庫
- 『愛すれどひとり』講談社 1978 のち文庫
- 『たんぽぽになった星』TBSブリタニカ 1978
- 『迷路 愛の詩集』PHP研究所 1978
- 『恋人たち』サンリオ 1978 のち講談社文庫
- 『春の別れ』集英社文庫コバルト 1979
- 『女が別れを告げるとき』講談社 1979  のち文庫
- 『海と少年 四季のメルヘン』TBSブリタニカ 1979
- 『かえでが走る 四季のメルヘン』TBSブリタニカ 1979
- 『イブたちへの私信』講談社 1979  のち文庫
- 『スノードロップ 四季のメルヘン』TBSブリタニカ 1980
- 『女と男の子守唄』講談社 1980  のち文庫
- 『花詩集』講談社 1980
- 『自分を生きる女の本 このままでいいのか、と考えるあなたへ』主婦と生活社 1980 「ロマンチック・ウェイ」集英社文庫
- 『特別な他人』集英社文庫コバルト 1981
- 『氷の女』祥伝社(ノン・ノベル) 1981　のち集英社文庫
- 『ふたり 愛のメルヘン』講談社 1981
- 『恋は二度目からおもしろい』ベストセラーズ(ワニの選書)1981 のち集英社文庫
- 『風を見たかい  21の小さな物語』講談社 1981
- 『風が咲く時』鎌倉書房 1981 のち集英社文庫
- 『れんあい二日酔い』集英社文庫 1982
- 『パラレル』集英社 1982　のち文庫
- 『白い女』集英社文庫 1982
- 『裸足で散歩』集英社文庫 1982
- 『裸足になった姫君 フランス昔話より』立風書房 1982
- 『結婚以上』中央公論社 1982 のち文庫
- 『ピエロの学校』学校図書 1982
- 『カレーライスのすきなペンギン』フレーベル館 1982
- 『ザ・レイプ』講談社 1982  のち文庫; 1982年に、東陽一監督、田中裕子主演で映画化
- 『優しい対話』海竜社 1982 のち集英社文庫
- 『奇妙な愛の物語』講談社文庫 1982
- 『シングルガール』集英社 1983  のち文庫
- 『恋人たちの時間』集英社文庫 1983
- 『恋の途中下車』集英社文庫コバルト 1983
- 『ママのせなかにめがあった?』講談社(どうわのひろば) 1983
- 『愛の素顔』集英社文庫 1983
- 『幸福の距離』集英社 1983 のち文庫
- 『あなたかもしれない』祥伝社(ノン・ノベル) 1983
- 『夏草の女たち』講談社 1984 のち文庫; 1987年に高橋勝監督、阿木燿子、神田亜矢子、今陽子ほか出演で映画化
- 『ラブソング 愛を騒がせる女たち』中央公論社 1984 のち文庫
- 『逆光のなかの女』講談社ノベルス 1984　のち文庫
- 『愛しいひと』文藝春秋 1985 のち文庫
- 『週末の恋 ウィークエンド・ラブ』集英社 1985　のち文庫
- 『炎の花』光文社 1985 のち文庫
- 『A列車で行こう』新潮社 1985 のち文庫
- 『眠たい入江』講談社 1985 のち文庫
- 『結婚前線』集英社 1986 のち文庫
- 『月夜のサンダル』毎日新聞社 1986 のち角川文庫
- 『もっとロマンティック』海竜社 1986　のち角川文庫
- 『アローン・アゲイン』講談社 1986 のち文庫
- 『あなた自身』学校図書 1987  「もっと自分が好きになる」青春文庫
- 『彼女と彼』新潮社 1987 のち文庫
- 『水の時間風の休日』リクルート出版 1988 のち新潮文庫、福武文庫
- 『優しい傷』文藝春秋 1988 のち文庫
- 『センチメンタル・シティ』角川書店 1988 のち文庫
- 『ベルが鳴る』光文社 1988 「セミ・マリッジ」文庫
- 『Dear friends あなたに話したいことがある』岩波ブックレット 1988
- 『さよならリトルガール』角川書店 1989 のち文庫
- 『Herstory 彼女の物語』角川文庫 1989
- 『ひとりからはじまった』青春出版社 1990　のち集英社文庫
- 『バーバラが歌っている』朝日新聞社 1990  のち講談社文庫、朝日文庫
- 『偶然の家族』中央公論社 1990 のち文庫
- 『素敵なヤツなのに』講談社 1990 のち文庫
- 『ラブソングを歌いたい』講談社文庫 1990
- 『女と男』毎日新聞社 1990　のち講談社文庫
- 『クレヨンハウス物語』徳間書店 1992　のちちくま文庫
- 『あなたの庭では遊ばない』講談社 1992 のち文庫
- 『ここに愛がいる』講談社文庫 1992
- 『セカンド・カミング』新潮文庫 1992
- 『退屈なベッド』文藝春秋 1992 のち文庫
- 『スパイスの行方』読売新聞社 1992 　「スパイスのミステリー」文春文庫
- 『クールビューティによろしく』中央公論社 1992 のち文庫
- 『スパイスの誘惑』読売新聞社 1992  のち文春文庫
- 『愛、まさにその名のもとに』岩波書店 1993 のちハルキ文庫
- 『そらをとんだたまごやき』クレヨンハウス 1993  　産経児童出版文化賞受賞
- 『わたし、を生きる』海竜社 1993
- 『ぞうをだいた女の子』理論社 1993
- 『Lovers 恋人たち』マガジンハウス 1993
- 『ほんとの恋 トゥルー・ラブ』集英社 1994
- 『さよなら』新潮文庫 1994
- 『セカンド・レイプ』講談社 1994 のち文庫
- 『揺れて』集英社 1994  のち文庫
- 『スニーカーを洗いながら』毎日新聞社 1994
- 『誰と暮らす』中央公論社 1995
- 『生命の感受性』岩波書店(シリーズー生きる) 1995
- 『スニーカーズ』講談社 1996 のち文庫
- 『パパのはらっぱママのしま』クレヨンハウス 1996
- 『自分にごほうび』大和書房 1996
- 『風光る』講談社 1997
- 『雪の贈りもの』集英社 1997
- 『「わたし」を好きになるために』海竜社 1997
- 『こころの居場所 揺れているあなたへ』日本看護協会出版会 1998
- 『だんだん「自分」になっていく 知的快適ブック』講談社 1998
- 『わたし三昧 ･･･眠れない夜のために』徳間書店 1999
- 『メノポーズ革命 「時の贈り物」を快適に!』文化出版局 1999
- 『親の悩み方 子育ては自分育てから』河出書房新社 2000
- 『午後の居場所で』朝日新聞社 2000  のち文庫
- 『絵本だいすき! 子どもと、かつて子どもであった人へ』PHP研究所 2001
- 『人生案内 自分を育てる悩み方』岩波新書 2002
- 『トゲトゲ日記 サボテンとハリネズミ』清流出版 2002
- 『母に歌う子守唄 わたしの介護日誌』朝日新聞社 2004  のち文庫
- 『ぼくはぼくでいい』文藝春秋 2005
- 『絵本屋の日曜日』岩波書店 2006
- 『母に歌う子守唄 その後 わたしの介護日誌』朝日新聞社 2008 のち文庫
- 『崖っぷちに立つあなたへ』岩波ジュニア新書 2008
- 『愛』ワタナベケンイチ絵 大月書店 考える絵本 2010
- 『絵本処方箋』朝日新聞出版 2010　のち文庫
- 『「孤独の力」を抱きしめて』小学館 2011
- 『積極的その日暮らし』朝日新聞出版 2011　のち文庫
- 『自分を抱きしめてあげたい日に』集英社新書 2012
- 『てんつく怒髪 3.11、それからの日々』岩波書店 2012
- 『「わたし」は「わたし」になっていく』東京新聞 2014
- 『おとなの始末』集英社新書 2015
- 『三匹の犬と眠る夜』平凡社 2015
- 『泣き方をわすれていた』河出書房新社 2018 のち文庫

### 共著・編
- 『恋糸車』全6冊 大山和栄まんが原作 小学館 (フラワーコミックス)  1977-78
- 『いのちを語る』福井達雨対談 現代出版 1984
- 『50歳われらの戦後』佐高信共著 岩波ブックレット 1995
- 『自分らしく生きる 同性愛とフェミニズム』伊藤悟対談 かもがわブックレット 1998
- 『日本の名随筆 別巻 84 女心』（編）作品社 1998
- 『セクシャルハラスメントとどう向き合うか』吉武輝子 岩波ブックレット 2001
- 『戦争で得たものは憲法だけだ 憲法行脚の思想』佐高信共編 七つ森書館 2006
- 『君、殺したまうことなかれ』佐高信共編 七つ森書館(憲法行脚の思想 2007
- 『朝焼けを生きる われら63歳』佐高信共著 七つ森書館 2008
- 『「知」の挑戦 本と新聞の大学 2』一色清,姜尚中,中島岳志,浜矩子,福岡伸一共著 集英社新書 2013
- 『「長生き時代」を生きる 老・病・死の不安をどう乗り越えるか』小澤利男,加賀乙彦共著 集英社 2014
- 『われらが胸の底』澤地久枝共著 かもがわ出版 2016

### 訳書
- ジェーン・セスキン『若き未亡人』勁文社 1976
- A.E.シーディ『彼女ははつかねずみにやさしかった』三笠書房 1976
- ジョニー・グルーエル『アンとアンディの大冒険』ブックマン社 1978
- ノーマ・クライン『ママ、あのことないしょにしてて』旺文社 1980
- M.B.ゴフスタイン『妹はクレイジー』アテネ書房 1980
- M.B.ゴフスタイン『私のノアの箱舟』アテネ書房 1980
- エヴァン・ハンター『大人ってなに考えてるのかな』三笠書房 1980
- M.B.ゴフスタイン『おばあちゃんの魚つり』アテネ書房 1980
- M.B.ゴフスタイン『リトルシューベルト』アテネ書房 1980
- C.ガースン『日曜日だけぼくのパパ』旺文社 1983
- ロビン・ノーウッド『愛しすぎる女たち』読売新聞社 1988　のち中公文庫
- ロビン・ノーウッド『愛しすぎる女たちからの手紙』読売新聞社 1991
- エリザベス・ケイン『バースマザー ある代理母の手記』共同通信社 1993
- スージー・ベッカー『もうだいじょうぶ!の本』飛鳥新社 1993
- スージー・オーバック『ダイエットの本はもういらない』飛鳥新社 1994
- アン・モロー・リンドバーグ『海からの贈りもの』立風書房 1994
- アン・アイザックス（英語版）『せかいいち大きな女の子のものがたり』冨山房  1996
- ビジョー・ル・トール『とおいとおいアフリカの Elephant moon』アリス館 1996
- レオ・バスカリア『ラブ』三笠書房(知的生きかた文庫) 1997
- マリア・オーセイミ『子どもたちの戦争 かちかち鳴るおもちゃが、心の中で手榴弾の音に変わる。』講談社 1997
- サヴァイヴァー デビー・モリス,グレッグ・ルイス 村上彩共訳 紀伊國屋書店, 1999
- メンデル・グロスマン フランク・ダバ・スミス文『シークレット・カメラ ユダヤ人隔離居住区ルージ・ゲットーの記録』BL出版 2001
- メイ・サートン『わたしの愛する孤独』立風書房 2001
- アン・M.ジョンソン『『海からの贈りもの』が教えてくれたこと』大和書房 2003
- 『犬との10の約束』リヨン社 2004
- ローラ・ヴァッカロ・シーガー『いぬとくまいつもふたりは』クレヨンハウス 2008
- ローラ・ヴァッカロ・シーガー『いぬとくまずっとふたりは』クレヨンハウス 2008
- アンドリュー・ダッド文 エマ・クエイ絵『おやすみ、ぼく』クレヨンハウス 2009
- ローラ・ヴァッカロ・シーガー『いぬとくまやっぱりふたりは』クレヨンハウス 2010
- アントワーヌ・ギロペ『キスの時間』クレヨンハウス 2010
- ニコラス・オールドランド「人生を希望に変えるニコラスの絵本」クレヨンハウス

『うまれかわったヘラジカさん』2011
『ハグくまさん』2011
『せかせかビーバーさん』2012
- モー・ウィレムズ「ぞうさん・ぶたさんシリーズ絵本」クレヨンハウス

「あたまのうえにとりがいますよ」2013
「そとであそびますよ」2013
「とびたいぶたですよ」2013
「パーティーによばれましたよ」2013
「あたらしいおもちゃがすきですよ」2014
「くしゃみがとまらないのですよ」2014
「スーパーぶたさんですよ」2014
「ダンスができないぞうさんですよ」2014
「ともだちがかなしんでいますよ」2014
「びっくりごっこですよ」2014
- クロード・K・デュボワ『かあさんはどこ?』ブロンズ新社 2013

### 作詞（提供）
- ウィークエンド・サンバ

作詞:落合恵子／作曲：沢田研二／編曲:吉田建　* 1983年3月5日「JULIE SONG CALENDAR」（沢田研二）に収録。

## 出演

### 現在の出演番組
- ハートネットTV（にっぽんリハビリ応援団）（NHK教育）
- 落合恵子の絵本の時間（NHKラジオ第1放送、日曜日 → 土曜日 → 日曜日）

### 過去の出演番組
- 日野ミッドナイトグラフィティ 走れ!歌謡曲（文化放送、1968年 - 1970年）
- セイ!ヤング （文化放送、1970年 - 1978年）[2]
- こんばんは、落合恵子です （文化放送、1971年 - 1975年）[2]
- Oh! サタデー（文化放送）
- ミュージック・ピット・イン（文化放送）
- 落合恵子のミュージック・イン・ドリーム（文化放送）[2]
- ハッピー・トゥベザー（文化放送）[2]
- 落合恵子のサウンドフォーク（文化放送）
- きんレモ歌謡曲まいったタヌキの大放送（東京12チャンネル（現：テレビ東京）、1974年 - 1975年）
- 落合恵子のちょっと待ってMONDAY （文化放送、1986年10月 - 1990年3月）[2]
- スーパーモーニング（テレビ朝日、水曜日）
- 真相報道 バンキシャ!（日本テレビ、不定期）
- パックインジャーナル（朝日ニュースター、不定期）
- 福祉ネットワーク（NHK教育、不定期）
- おはようございます 落合恵子です（TBSラジオ、2005年4月 - 2008年3月）
- SONGS（NHK総合、2010年2月3日）- 岡林信康の回・ナレーション

### 映画
- 原発をとめた裁判長 そして原発をとめる農家たち（2022年）
- 国葬の日（2023年）

## 歌
| 発売年 | A/B面 | タイトル                           | 作詞家   | 作曲家   | 編曲家 | レーベル | レコード番号 | 備考                 |
| ------ | ----- | ---------------------------------- | -------- | -------- | ------ | -------- | ------------ | -------------------- |
| 1971年 | A面   | 昨日にさようなら                   | 落合恵子 | 端田宣彦 | 小谷充 | ポップ   | POP-6        | 発売元：日本ビクター |
|        | B面   | タダイマー・さよならを射てしまおう | 落合恵子 | 小谷充   | 小谷充 |          |              |                      |
| 1971年 | A面   | 階段の子守唄                       | 落合恵子 | 小室等   | 小谷充 | ポップ   | POP-11       | 発売元：日本ビクター |
|        | B面   | 失恋処方箋                         | 落合恵子 | 小谷充   | 小谷充 |          |              |                      |

## CM
- ファミリーマート